# 沙斯扎克河
44°25′39″N 04°19′12″E / 44.42750°N 4.32000°E

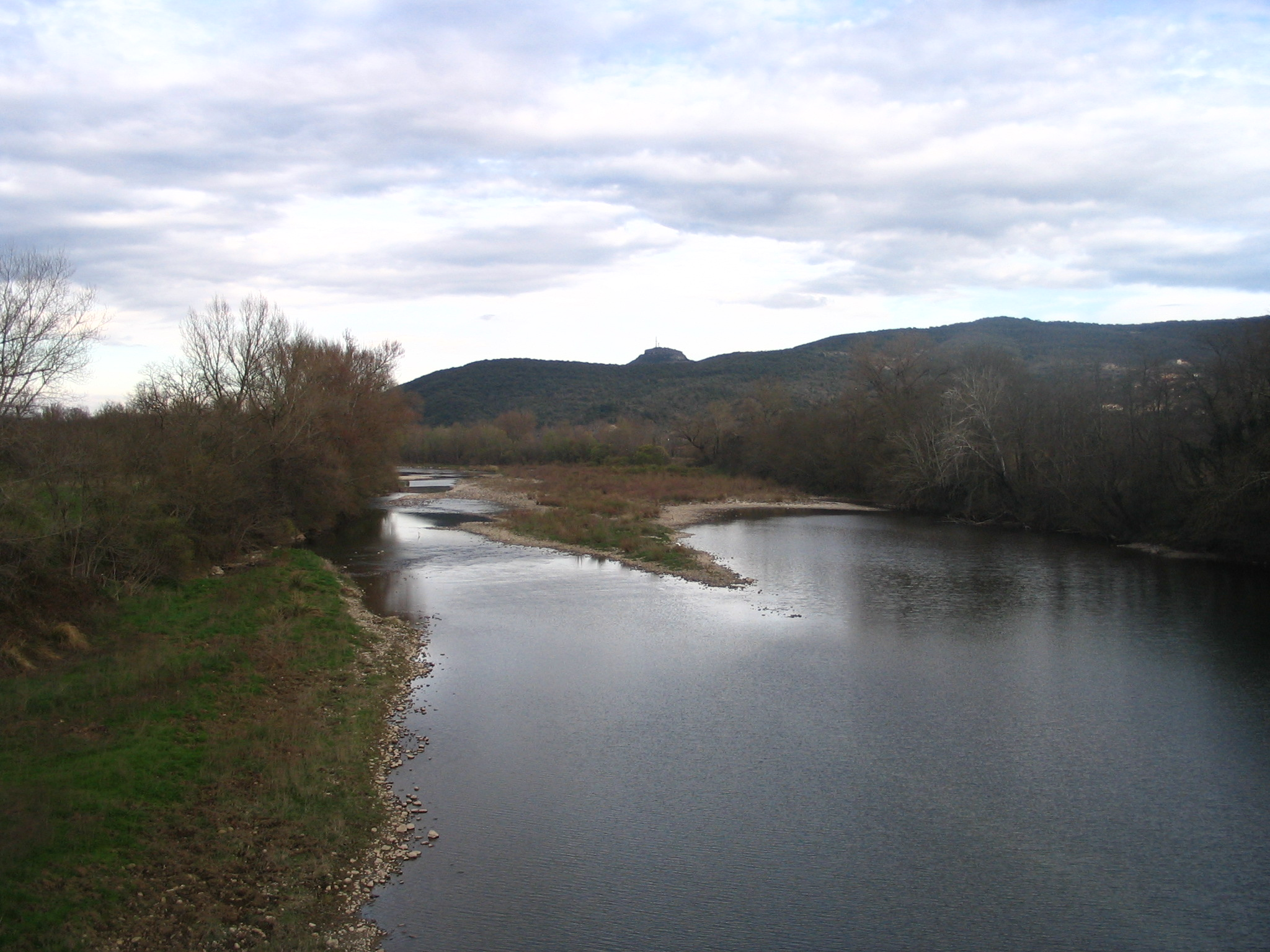

沙斯扎克河（法語：Chassezac，法語發音：[ʃaszak]）是法國的河流，位於該國南部，屬於阿爾代什河的右支流，河道全長84.6公里，流域面積560平方公里，平均流量每秒15.3立方米，發源自圣弗雷扎勒-达尔比日，河口處在圣阿尔邦-欧里奥勒。

## 外部連結
- http://www.geoportail.fr （页面存档备份，存于）
- The Chassezac at the Sandre database